# Muspilli
Muspilli – wiersz aliteracyjny z IX wieku, napisany w języku staro-wysoko-niemieckim opiewający koniec świata.
Zachowało się 105 wersów, nie ma jednak początku ani zakończenia. Wiersz składa się z dwóch części:
1. mówi o walce aniołów i diabłów o duszę zmarłego i daje opis mąk i radości, które zależnie od wyroku bożego staną się udziałem duszy w zaświatach.
2. poeta od zagadnienia losu jednostki przechodzi do rozważań nad losem świata, przedstawiając jego koniec. Szczególnie dramatyczny jest tu opis walki Eliasza z Antychrystem. W walce tej ulega Eliasz a jego krew roznieca pożar świata. Jest to wyraźna analogia do starogermańskiego mitu o zmaganiach bogów z olbrzymami, którym bogowie muszą ulec.

Muspilli to słowo pochodzenia germańskiego. W Eddzie młodszej Muspellheim znaczy świat ognia, występuje też w utworze Heliand i oznacza rzeczy ostateczne. 